# St. Sixtus und Sebastian (Deinting)

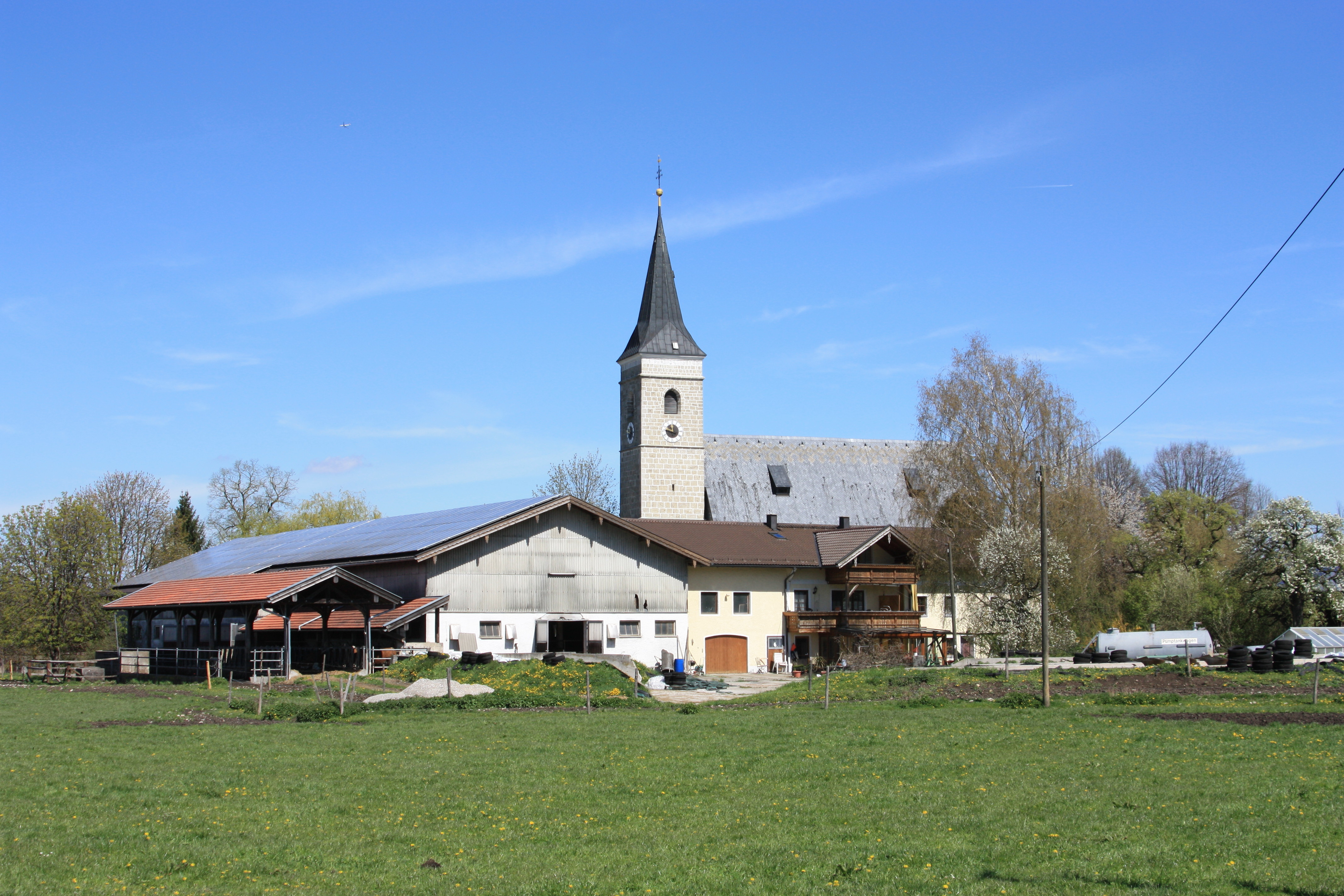
St. Sixtus und Sebastian (Deinting)

Die römisch-katholische Filialkirche St. Sixtus und Sebastian steht in Deinting, einem Stadtteil von Trostberg im oberbayerischen Landkreis Traunstein. Das Bauwerk ist als Baudenkmal unter der Nr. D-1-89-157-82 eingetragen. Die Kirche gehört zum Erzbistum München und Freising.

## Beschreibung
Die Saalkirche wurde 1483–92 anstelle eines Vorgängerbaus errichtet und 1765 nach einem Entwurf von Franz Alois Mayr barock umgestaltet. Die barocken Elemente wurden 1888–91 wieder entfernt. Sie besteht aus einem Langhaus mit vier Jochen, einem eingezogenen, dreiseitig geschlossenen Chor mit 2 Jochen im Osten, der Sakristei an der Südwand des Chors und einer Vorhalle an der Südwand des Langhauses. Der Kirchturm aus Quadermauerwerk, wurde 1506 etwa 40 cm vor die Fassade im Westen gestellt. Sein oberstes Geschoss beherbergt die Turmuhr und hinter den spitzbogigen Klangarkaden den Glockenstuhl. Der Innenraum des Langhauses ist mit einem Netzgewölbe überspannt, der des Chors mit einem Sterngewölbe. Die Fresken an den Wänden des Langhauses, die Franz Joseph Soll 1765 gestaltet hat, sind die Porträts von sechs Aposteln dargestellt. Zur Kirchenausstattung gehört der um 1890 gebaute neugotische Hochaltar, der von den Skulpturen des Sixtus II. und dem Virgil von Salzburg flankiert wird. Auf dem Altarretabel ist der heilige Sebastian dargestellt.